# ジャイロコンパス

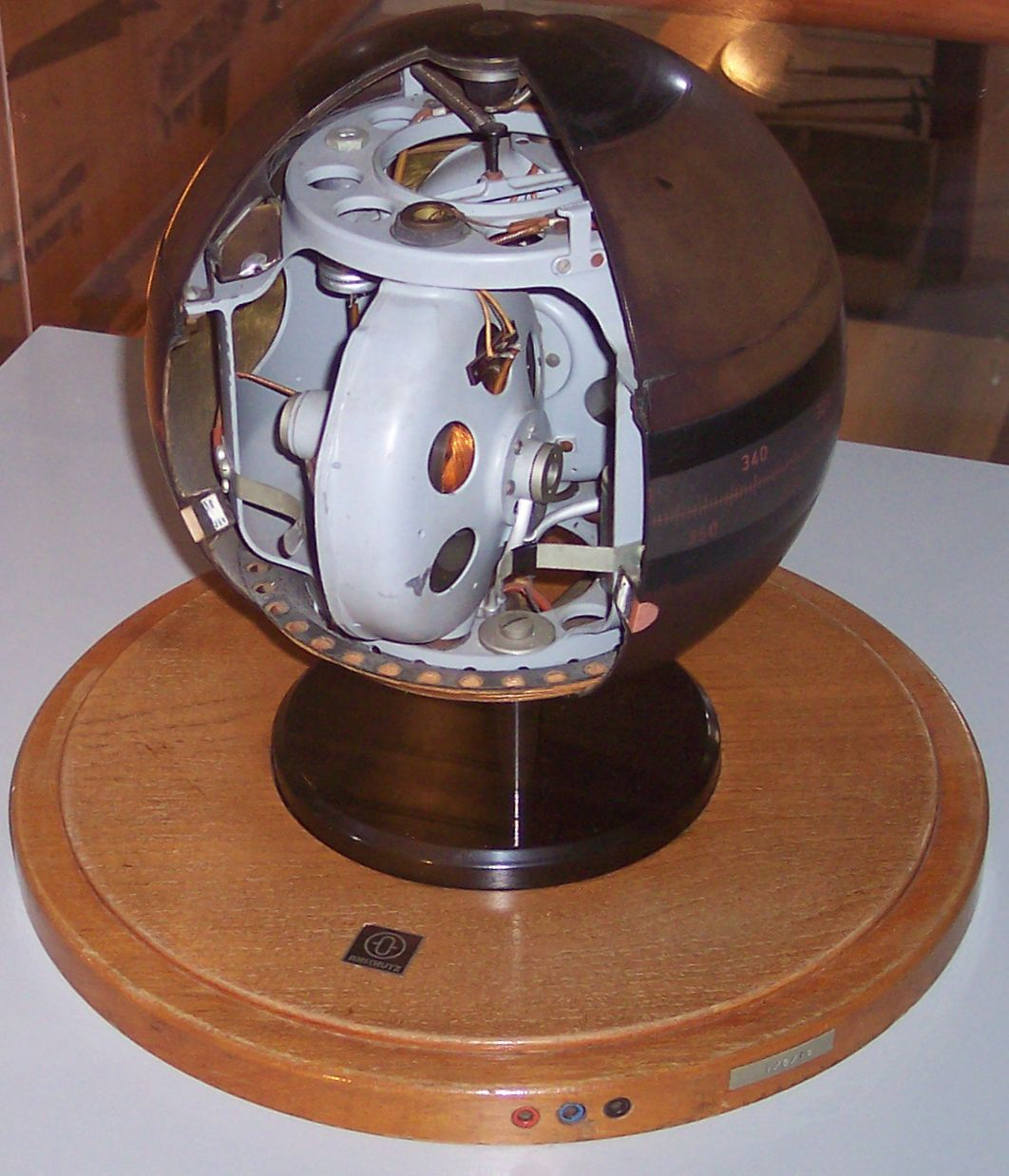
ジャイロコンパス

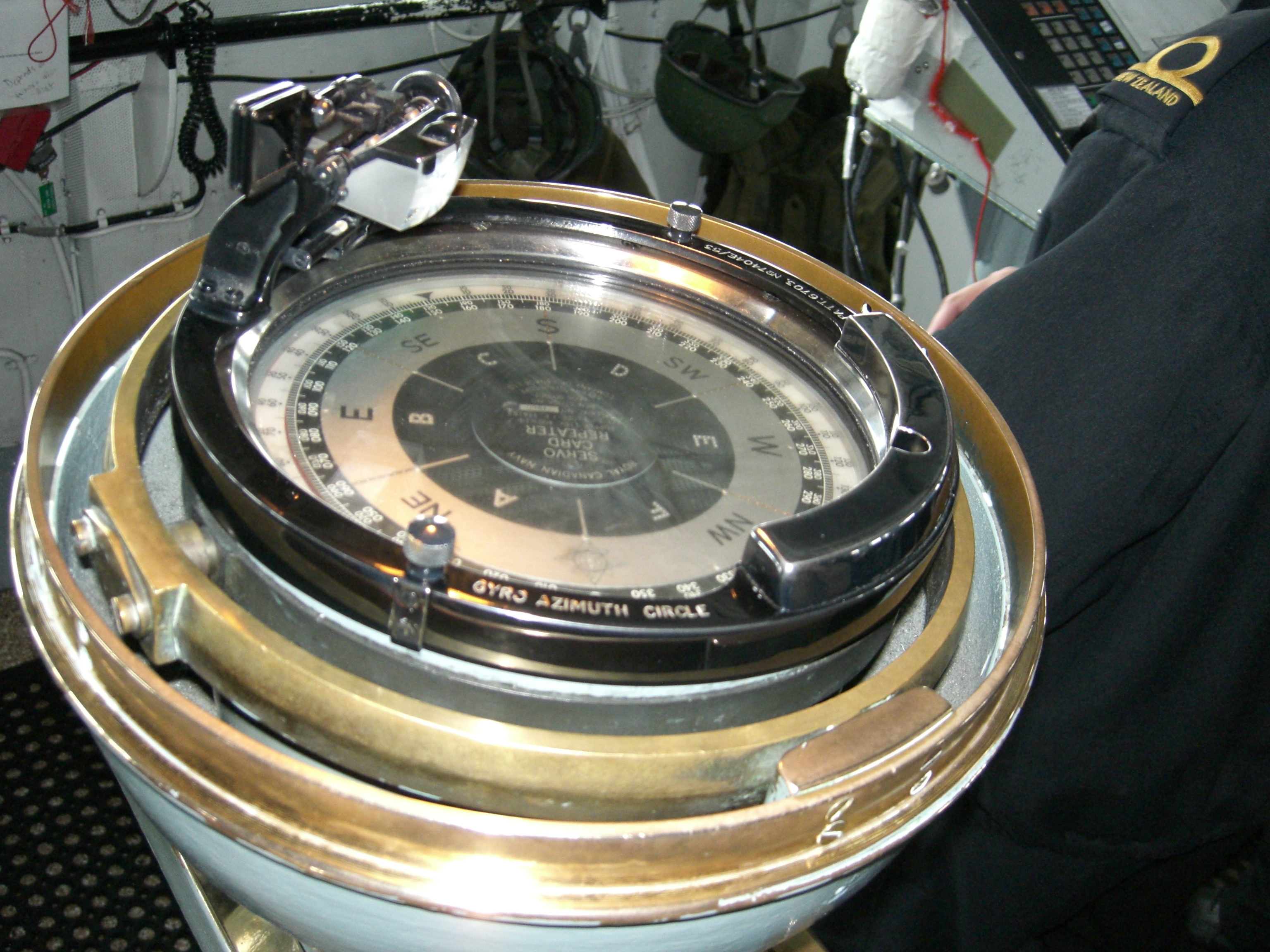
船に搭載されたジャイロコンパス

ジャイロコンパスは、高速回転するコマの運動を用いて方位を知る道具である。転輪羅針儀（てんりんらしんぎ）とも言う。
現在は500トン以上の船には設置が義務付けられている。
なお、航空機の飛行方位計（w:Heading indicator）のように、ジャイロスコープの方向を保つ性質のみを利用し、方位に対して自己修正する性質をもたないものについても、ジャイロコンパスの語が使われることがある。

## 構造と原理

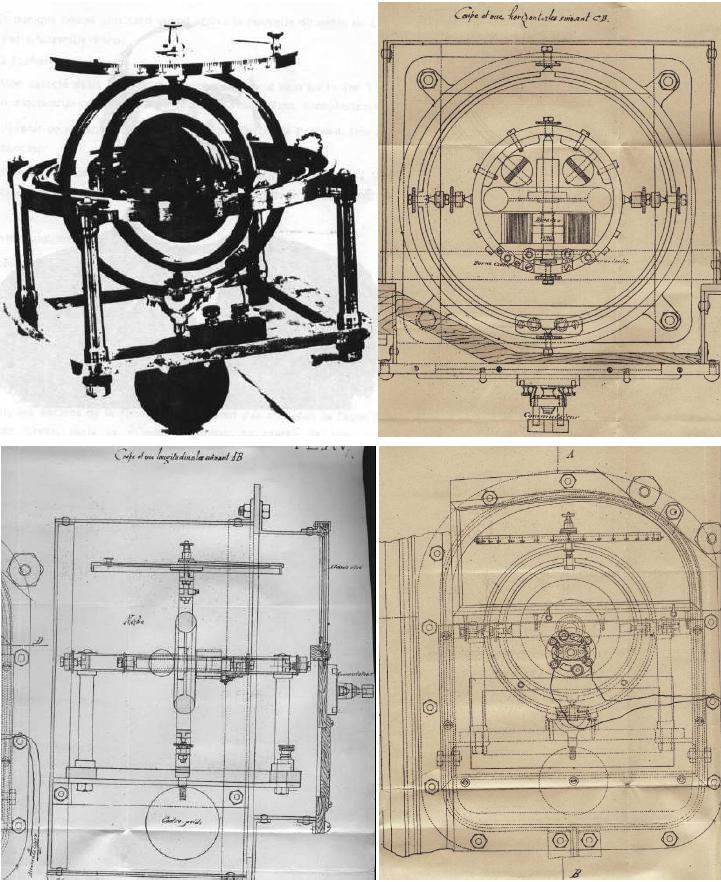
1889年にヘルマン・アンシュッツ・ケンプフェが作ったジャイロコンパス

高速回転するコマ（ジャイロスコープ）が回転軸の方向を保とうとする性質と、自転する地球の表面において回転軸を水平に保った場合にジャイロ効果のジャイロモーメントによりジャイロスコープの回転軸が地球の地軸と平行に向く作用（プリセッション）を利用する。
ジャイロコンパスは起動する時に方位磁石などを参考に北の方にジャイロ軸を向けて回転を始めると静止点を中心として水平、垂直両方向に減衰振揺を繰り返して真北を向いて静止する。静定までに時間がかかり、ジャイロコンパスの静定方式にはいくつもの特許と技術があり起動から静定までの時間は時代が進むほど大幅に短縮されているが、昔は静定までに数時間を要していた 。

## 長所
- 方位磁石と異なり地球の自転軸に対する真北を常に示し北磁と真北の補正を必要としない。
- 周囲の磁気の影響を受けないので金属に囲まれた航空機や船の中でも使用でき設置場所を選ばない。
- 動揺による影響を受けないので船や飛行機などの乗り物で使用しても方位磁石のように動揺で方位がブレない。
- 方位を機械的な出力として取り出せるため他の機器に方位の情報を入力することができる、ジャイロレピータなどの子機に遠隔表示させることができる。このため高性能な大型ジャイロコンパスが一台あれば方位の情報を複数の機器で共有することもできる。

## 短所
- 地球の運動以外の力が加わるとジャイロエラーが発生する、時間がたてば正しい位置に戻るが搭載された乗り物に加速度がかかった時に方位が乱れる。慣性航法装置はこの乱れを検出して加速度がかかったことを感知する装置である。
- ジャイロを回転させる動力が無いと使えない（船や飛行機では電源喪失時などのバックアップとして磁気コンパスを備えている）。
- 起動してから正確な方位を示すように静定するまでに時間がかかる。
- 磁気コンパスに比べて大型で高価。
- 精密機械なのでメンテナンスを必要とする。

## 歴史
最初の発明は1885年にMarinus Gerardus van denBosが取得した特許である。
実用化したのは1906年にドイツでヘルマン・アンシュッツ・ケンプフェが発明したもので、ドイツ帝国海軍で広く使用された。
ケンプフェは、ジャイロコンパスを大量生産するためにキールにAnschütz＆Co. を設立した。後のen:Raytheon Anschütz社である。
アメリカではエルマー・アンブローズ・スペリーが実用的なジャイロコンパスを製造して量産するためにスペリー社を設立した。
この装置はアメリカ海軍に採用され第一次世界大戦で主要な役割を果たした。
一方、イギリスのブラウンは、1914年に船舶用、飛行機用のジャイロコンパスを開発。後にブラウン式と呼ばれるようになった。
ジャイロコンパスを地球上で用いる場合、地球は球面体であるため地表面の移動による水平面の変換を元とする偏差は免れ得ないが、1923年、マックス・シューラーは、ジャイロコンパスの固有振動周期として84.4分の振動周期（シューラー周期: 海面で地球の周りを周回する想定衛星の公転周期と同一である）を持たせることができれば重力の影響を排除できることを発見し、ジャイロコンパスの誤差累積を格段に減らすことを可能にした。周期84.4分の固有周期をジャイロコンパスに機械的に持たせることは難しく、通常はサーボモーターを使ったフィードバック制御ループの周期をシューラー周期に一致させることにより、地球上を動いたぶんの偏差を角度に直し修正させている。この調整方法のことをシューラーチューニングと呼ぶ。